# Podział administracyjny Szczecina
     Zachód
     Śródmieście
     Północ
     Prawobrzeże

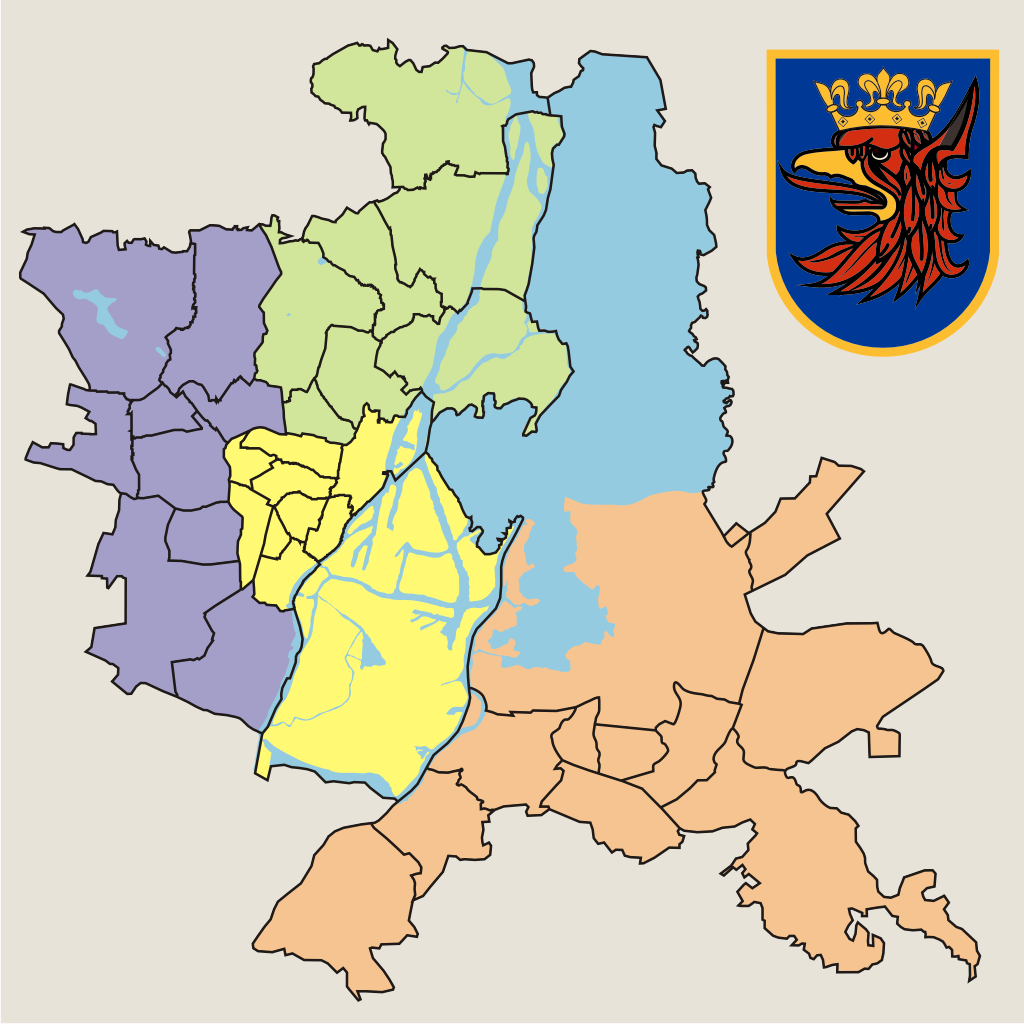
Dzielnice Szczecina:
Zachód
Śródmieście
Północ
Prawobrzeże

Podstawową jednostką pomocniczą Szczecina jest osiedle, choć mogą być tworzone inne jednostki jak dzielnice. Miasto jest podzielone na 37 osiedli administracyjnych. Ponadto Szczecin jest podzielony na 4 dzielnice: Północ, Prawobrzeże, Śródmieście, Zachód. Dzielnice nie spełniają funkcji samorządowych, lecz grupują osiedla i są wykorzystywane przez Urząd Miasta Szczecin na potrzeby organizacji pracy, gospodarki przestrzenią i zarządzania miastem. Dla przykładu dzielnice pełnią funkcje jednostek urbanistycznych w oparciu o które pracują 4 zespoły urbanistyczne w Biurze Planowania Przestrzennego Miasta. Główną funkcję samorządową spełniają osiedla, posiadające organy uchwałodawcze i wykonawcze.
Obecny podział administracyjny Szczecina funkcjonuje od 1990 roku, z niewielkimi zmianami granic osiedli i dzielnic oraz zmianami statutu osiedli.
Mieszkańcy Szczecina często błędnie utożsamiają osiedle mieszkaniowe z osiedlem administracyjnym, przez co spółdzielnię osiedlową z jednostką pomocniczą miasta. Często na terenie danej rady osiedla funkcjonują spółdzielcze administracje mieszkaniowe.
Powszechnie używane są tradycyjne nazwy dzielące starsze części miasta (dawne wsie) na dzielnice, a współczesnym przypisujące określenie osiedli.

## Utworzenie osiedli
Granice osiedli ustala Rada Miasta Szczecin po konsultacji z mieszkańcami, biorąc pod uwagę układ przestrzenny miasta, więzi
społeczne i gospodarcze zapewniając zdolność wykonywania zadań publicznych służących zaspakajaniu zbiorowych potrzeb ich mieszkańców.
Za autora opracowania obecnego podziału miasta na dzielnice i osiedla przedstawia się Janusza Nekandę-Trepkę.

## Organy osiedli
Organem uchwałodawczym każdego z nich jest rada osiedla, która składa się z 15 członków. Jeżeli osiedle zamieszkuje więcej niż 20 tys. osób, rada osiedla ma 21 członków.
Organem wykonawczym osiedla jest zarząd osiedla. Statut osiedla stanowi, że zarząd osiedla ma liczyć 5–7 osób i składać się z: przewodniczącego, który jest jednocześnie przewodniczącym rady osiedla, 1–3 zastępców przewodniczącego, sekretarza, skarbnika i członków zarządu. Jednakże statut miasta Szczecina stanowi, że rada osiedla wyłania organ wykonawczy, którym jest zarząd osiedla, składający się z 3 członków i przewodniczącego zarządu.

### Wybory do rad osiedli
Wybory do rad osiedli zarządza Rada Miasta Szczecin na drodze uchwały. Zgodnie obecnymi statutami, mieszkańcy Szczecina do wszystkich rad osiedli wybierają łącznie 585 radnych.
W wyborach do rad osiedli 22 maja 2014 udział wzięło 8772 głosujących, co stanowiło frekwencję na poziomie 3,17%.
W wyborach do rad osiedli 20 maja 2007 roku udział wzięło 8294 głosujących, co stanowiło frekwencję na poziomie 3,00%. Jednakże w 8 osiedlach głosowanie nie odbyło się z powodu zbyt małej liczby kandydatów. Na podstawie ordynacji wyborczej za wybranych członków w tych radach osiedli Miejska Komisja Wyborcza uznała zarejestrowanych kandydatów. Największą frekwencję miało osiedle Wielgowo-Sławociesze (15,48%), a najmniejsze Niebuszewo (1,03%).
W wyborach do rad osiedli 13 kwietnia 2003 udział wzięło 12147 głosujących, co stanowiło frekwencję 3,78%. Największą frekwencję miało osiedle Głębokie-Pilchowo (27,75%), a najmniejsze Stare Miasto (1,03%).

## Plan Szczecina z osiedlami

Podział administracyjny Szczecina

## Wykaz osiedli
| Osiedle                      | Liczba mieszkańców (dane na 2018-01-22) | Dzielnica   | Liczba radnych w radzie osiedla |
| ---------------------------- | --------------------------------------- | ----------- | ------------------------------- |
| Arkońskie-Niemierzyn         | 12 045                                  | Zachód      | 15                              |
| Bukowe-Klęskowo              | 14 392                                  | Prawobrzeże | 15                              |
| Bukowo                       | 4 633                                   | Północ      | 15                              |
| Centrum                      | 17 818                                  | Śródmieście | 21                              |
| Dąbie                        | 12 986                                  | Prawobrzeże | 15                              |
| Drzetowo-Grabowo             | 15 798                                  | Śródmieście | 15                              |
| Głębokie-Pilchowo            | 1 217                                   | Zachód      | 15                              |
| Golęcino-Gocław              | 3 142                                   | Północ      | 15                              |
| Gumieńce                     | 22 116                                  | Zachód      | 15                              |
| Kijewo                       | 3 488                                   | Prawobrzeże | 15                              |
| Krzekowo-Bezrzecze           | 4 408                                   | Zachód      | 15                              |
| Łękno                        | 3 227                                   | Śródmieście | 15                              |
| Majowe                       | 7 232                                   | Prawobrzeże | 15                              |
| Międzyodrze-Wyspa Pucka      | 969                                     | Śródmieście | 15                              |
| Niebuszewo                   | 17 380                                  | Północ      | 15                              |
| Niebuszewo-Bolinko           | 20 789                                  | Śródmieście | 21                              |
| Nowe Miasto                  | 8 470                                   | Śródmieście | 15                              |
| Osów                         | 4 350                                   | Zachód      | 15                              |
| Płonia-Śmierdnica-Jezierzyce | 4 189                                   | Prawobrzeże | 15                              |
| Podjuchy                     | 8 508                                   | Prawobrzeże | 15                              |
| Pogodno                      | 24 000                                  | Zachód      | 21                              |
| Pomorzany                    | 20 505                                  | Zachód      | 21                              |
| Skolwin                      | 3 168                                   | Północ      | 15                              |
| Słoneczne                    | 12 808                                  | Prawobrzeże | 15                              |
| Stare Miasto                 | 4 947                                   | Śródmieście | 15                              |
| Stołczyn                     | 4 223                                   | Północ      | 15                              |
| Śródmieście-Północ           | 11 647                                  | Śródmieście | 15                              |
| Śródmieście-Zachód           | 13 807                                  | Śródmieście | 15                              |
| Świerczewo                   | 15 673                                  | Zachód      | 15                              |
| Turzyn                       | 20 426                                  | Śródmieście | 21                              |
| Warszewo                     | 10 848                                  | Północ      | 15                              |
| Wielgowo-Sławociesze-Zdunowo | 3 862                                   | Prawobrzeże | 15                              |
| Załom-Kasztanowe             | 3 499                                   | Prawobrzeże | 15                              |
| Zawadzkiego-Klonowica        | 11 974                                  | Zachód      | 15                              |
| Zdroje                       | 8 615                                   | Prawobrzeże | 15                              |
| Żelechowa                    | 14 738                                  | Północ      | 15                              |
| Żydowce-Klucz                | 2 290                                   | Prawobrzeże | 15                              |

## Zmiany granic dzielnic i osiedli
28 listopada 1990 roku Szczecin podzielono administracyjnie na 4 dzielnice i 36 osiedli.
W 1994 roku dokonano zmian granic pomiędzy dzielnicą Śródmieście i dzielnicą Zachód, przez co odpowiednio zmianie uległy granice osiedli: Nowe Miasto, Turzyn, Gumieńce, Pomorzany. Ponadto dokonano korekt granic osiedli w dzielnicy Śródmieście, Północ i Prawobrzeże. Zmieniono nazwę osiedla Wyspa Pucka na Międzyodrze-Wyspa Pucka.
W 1998 roku dokonano korekt granic między dzielnicami Śródmieście i Zachód oraz dzielnicami Śródmieście i Północ. Ponadto dokonano korekt granic osiedli w dzielnicach: Śródmieście, Północ, Zachód.
W 2003 roku w dzielnicy Prawobrzeże w miejsce dotychczasowego osiedla Majowe-Kijewo utworzono osiedle Majowe i osiedle Kijewo.
W 2005 roku ustalono nowy przebieg granicy pomiędzy osiedlem Dąbie a osiedlem Majowe w dzielnicy Prawobrzeże.
W 2012 roku zmieniono nazwę osiedli: Wielgowo-Sławociesze na Wielgowo-Sławociesze-Zdunowo i Załom na Załom-Kasztanowe.

## Zmiany statutowe
W 1990 roku liczbę członków rady osiedla ustalono zgodnie ówczesnym zapisem w ustawie o samorządzie terytorialnym z 1990 r. Rada osiedla składała się z:
- 15 członków w osiedlach do 4 000 mieszkańców
- 18 członków w osiedlach do 7 000 mieszkańców
- 20 członków w osiedlach do 10 000 mieszkańców
- 24 członków w osiedlach do 20 000 mieszkańców
- 28 członków w osiedlach do 40 000 mieszkańców.

Zarząd osiedla liczył 4–7 osób, a na czele zarządu stoi przewodniczący rady osiedla. Kolejny nowy statut osiedla uchwalono w 1992 roku.
W 1995 roku wprowadzono nowy statut osiedli, gdzie ustalono, że podstawową, pomocniczą jednostką podziału terytorialnego miasta jest osiedle. Rada osiedla liczyła od 15 do 28 członków, w zależności od liczby mieszkańców, a zarząd osiedla liczył 5–7 osób.
Rada osiedla liczyła:
- 15 członków w osiedlach do 4 000 mieszkańców
- 18 członków w osiedlach do 7 000 mieszkańców
- 20 członków w osiedlach do 10 000 mieszkańców
- 22 członków w osiedlach do 15 000 mieszkańców
- 24 członków w osiedlach do 20 000 mieszkańców
- 28 członków w osiedlach do 40 000 mieszkańców.

W 2001 podporządkowano liczbę członków rady osiedla zmienionym przepisom ustawy o samorządzie gminnym. Rada osiedla składa się z 15 członków. Jeżeli osiedle zamieszkuje więcej niż 20 tys. osób, rada osiedla ma 21 członków.

## Podziały historyczne

### Średniowiecze - XIX wiek
Dawny Szczecin dzielił się na 4 kwartały: Passawski, Młyński, Św. Ducha i Chyżyński (Chyżyn). Poza głównym miastem znajdowały się: Wik Dolny, Wik Górny i Łasztownia.

### 1955–1976

Dzielnice Szczecina w latach 1955–1976

W latach 1955–1976 istniały dzielnice: Śródmieście, Pogodno, Nad Odrą i Dąbie. Obecne 4 dzielnice są sukcesorem tamtego podziału: Pogodno to obecnie Zachód, Nad Odrą to Północ, a Dąbie to Prawobrzeże.